# مارك أنتوني ريتشاردسون
مارك أنتوني ريتشاردسون (بالإنجليزية: Marc Anthony Richardson)‏ (7 ديسمبر 1972 في الولايات المتحدة)؛ روائي أمريكي.